# كارول والد
كارول والد (بالإنجليزية: Carol Wald)‏ هي فنانة أمريكية، ولدت في 21 يناير 1935، وتوفيت في 8 سبتمبر 2000.